# Cosmic Sheriff
Cosmic Sheriff (en español Alguacil cósmico) es un videojuego desarrollado por la empresa española Dinamic Software en plena edad de oro del software español. Está ambientado dentro del subgénero de la ciencia ficción futurista. El videojuego está diseñado como un shoot-em-up en primera persona.  Se desarrolló para varias plataformas de la época como ZX Spectrum, MSX o Amstrad CPC. También fue desarrollado para específicamente para su versión en MS-DOS.

## Argumento
En el año 2023, el cobalto es la materia prima para la construcción de reactores hiperatómicos. El último yacimiento importante de nuestra galaxia se encuentra en Ío, la tercera luna del planeta Júpiter. Allí se ha producido un sabotaje a escala galáctica: unos rebeldes han colocado bombas que harán explosión de no acceder a sus peticiones. Sin acceder a los deseos de los saboteadores, Pete Jones, alias "Cosmic Sheriff", el mejor francotirador de la galaxia, ha partido de la estación TERRA-1 hacia Ío en misión de desactivar las bombas y frustrar el plan de los saboteadores rebeldes.

## Jugabilidad
El jugador se pone en el lugar de Pete Jones —"Cosmic Sheriff"— durante el videojuego para desactivar las bombas diseminadas por la planta de extracción de cobalto asentada en Ío, así como para dar caza a los saboteadores. 
El usuario juega desde una perspectiva de primera persona, donde mueve la mirilla de la pistola láser a través de la pantalla para disparar contra los enemigos. Para cambiar de nivel, el jugador debe apuntar y disparar a las flechas de dirección que aparecen en los cuatro lados de la pantalla.
El videojuego consta de tres zonas de varios niveles cada una.  
- Zona 1: Los almacenes. A lo largo de tres niveles hay repartidas dos bombas.
- Zona 2: Sistema de control y ordenadores. Hay cuatro bombas para desactivar a lo largo de cinco niveles.
- Zona 3: Superficie. Nueve niveles en donde hay seis bombas para desactivar.

### Pistola Gun-Stick
Cosmic Sheriff fue uno de los primeros juegos de ordenador en permitir el sistema de pistola óptica Gun-Stick, fabricada por la empresa española MHT Ingenieros, un revolucionario hardware desarrollado específicamente para ordenadores de 8 bits. Con este periférico el usuario podía disparar directamente a la pantalla para eliminar a sus enemigos. 